# Казе Боскело (Падова)
Казе Боскело је насеље у Италији у округу Падова, региону Венето.
Према процени из 2011. у насељу је живело 45 становника. Насеље се налази на надморској висини од 12 м.